# Buková (Nížkov)
Buková (německy Bukau) je částí obce Nížkov. Nachází se v okrese Žďár nad Sázavou v Kraji Vysočina. V údolí východně od osady protéká Poděšínský potok, který je levostranným přítokem řeky Sázavy.

## Název
V roce 1356 obec nesla název Bukow, 1547 Bukowu a roku 1654 Bukowa.

## Historie
Nejstarší písemná zmínka pochází z roku 1356 jakou součást polenského panství. V letech 1869–1880 spadala obec pod okres Polná, v letech 1880–1930 pod okres Chotěboř a do roku 1961 pod okres Žďár nad Sázavou. Do roku 1961 byla samostatnou obcí, od roku 1961 je místní částí obce Nížkov.
Narodil se tu a působil František Šmirous (1870–1940), statkář a politik, na počátku 20. století poslanec Českého zemského sněmu a okresní starosta v Přibyslavi.
| Rok            | 1869 | 1880 | 1890 | 1900 | 1910 | 1921 | 1930 | 1950 | 1961 | 1970 | 1980 | 1991 | 2001 |
| -------------- | ---- | ---- | ---- | ---- | ---- | ---- | ---- | ---- | ---- | ---- | ---- | ---- | ---- |
| Počet obyvatel | 225  | 247  | 194  | 205  | 226  | 232  | 187  | 145  | 159  | 167  | 169  | 157  | 154  |

## Pamětihodnosti
- Kaplička sv. Floriána se zvoničkou – stojí na návsi v blízkosti vodní nádrže
- štít usedlosti čp. 19 – ukázka lidové architektury

## Ekonomika
Funguje zde prodejna smíšeného zboží, k zábavě slouží taneční parket, volejbalové hřiště. Pro hasičský sbor, který byl založen v roce 1898, tu postavili hasičskou zbrojnici.

## Další fotografie

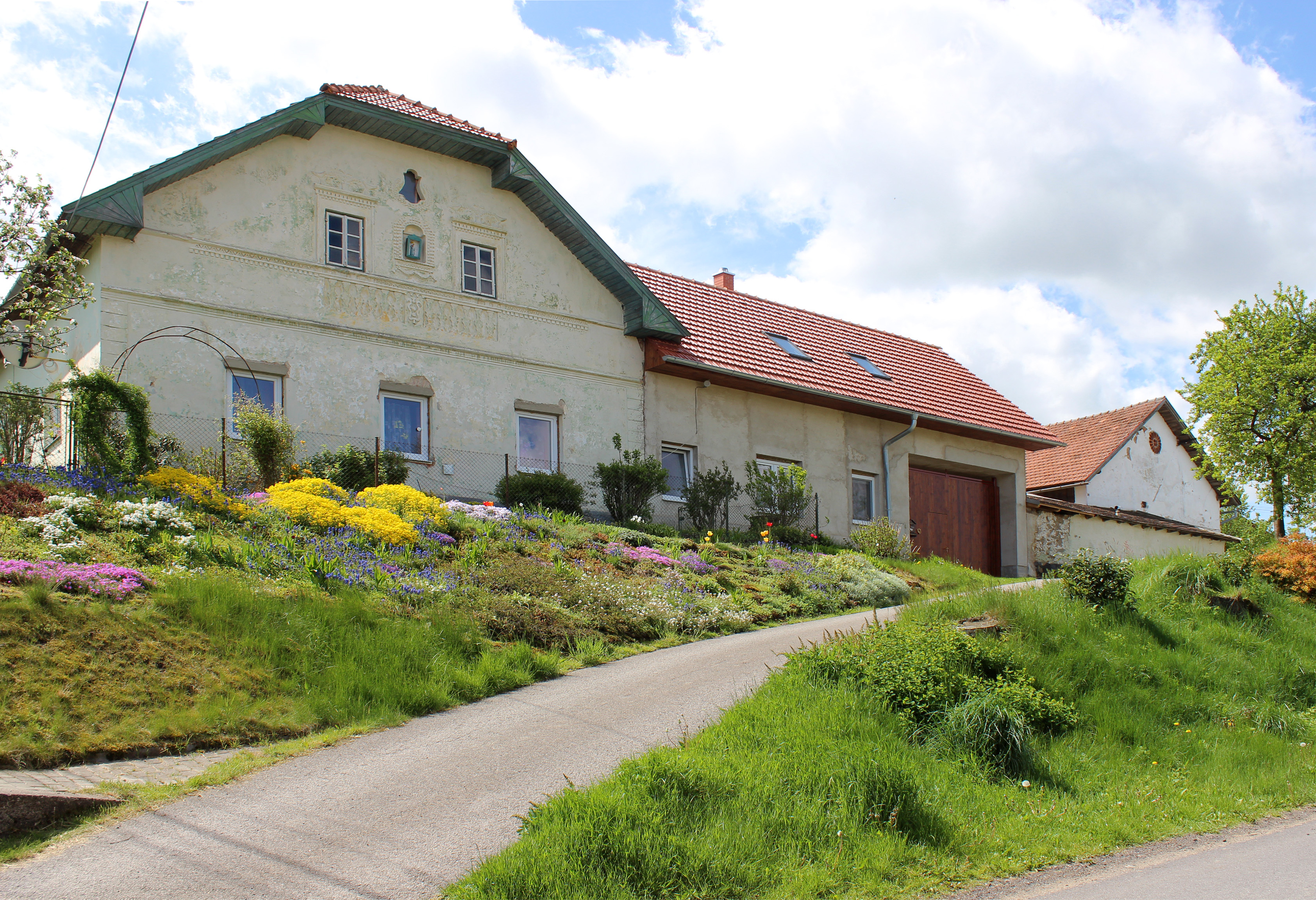
Usedlost čp. 19
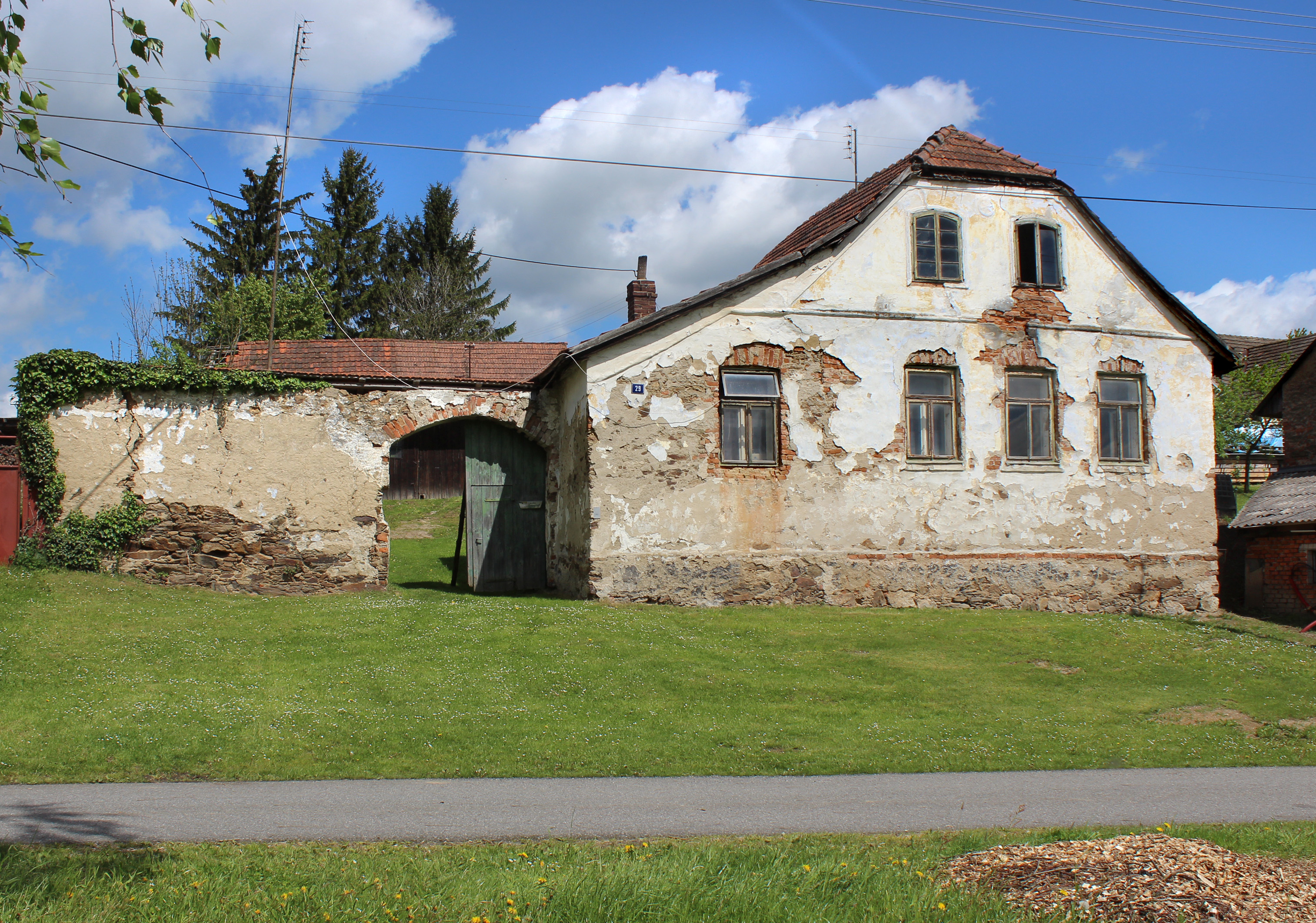
Rozpadající se statek nad rybníkem
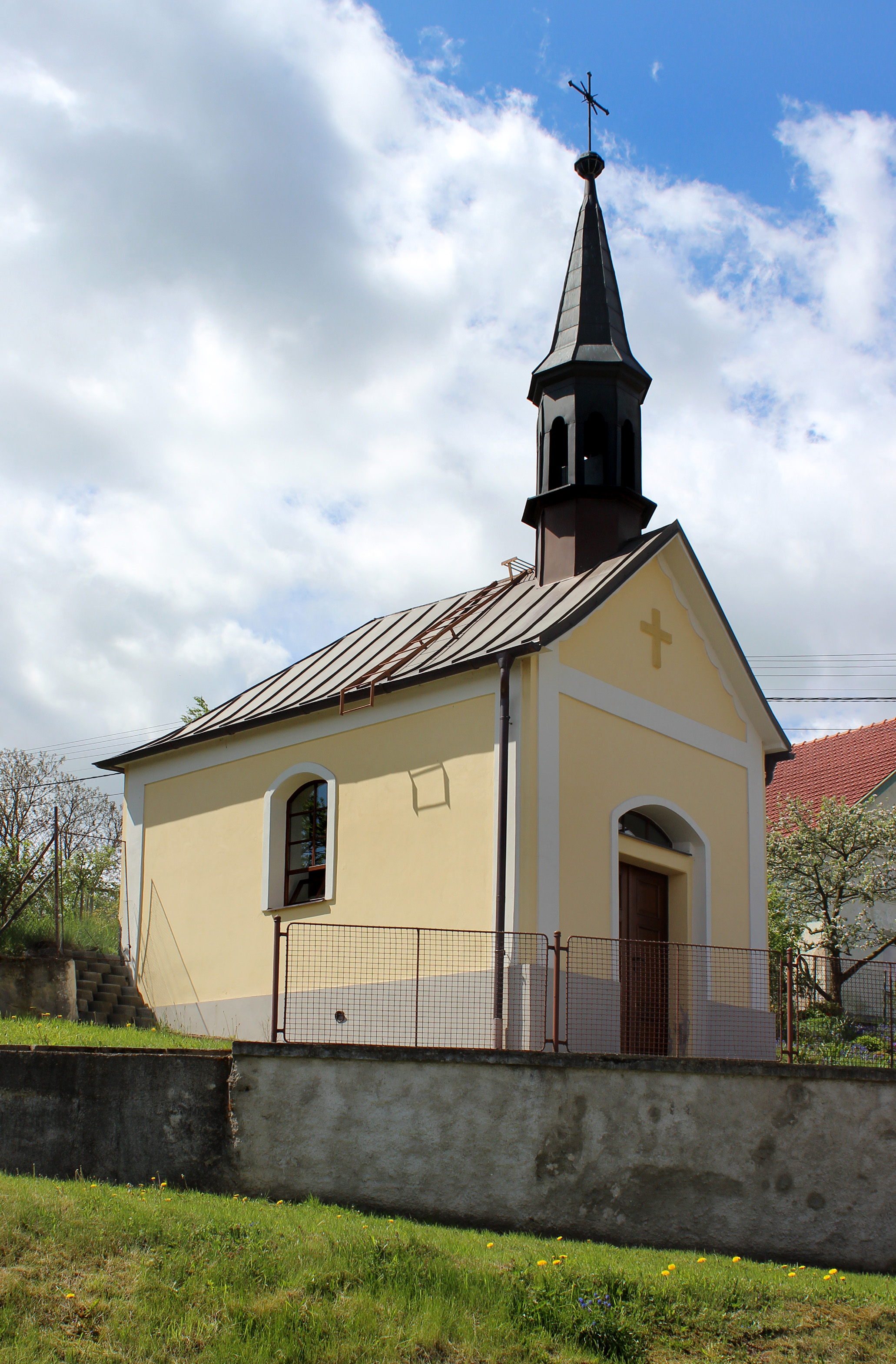
Kaplička sv. Floriána